# بیلی لگ
بیلی لگ (انگلیسی: Billy Legg) (۱۷ آوریل ۱۹۴۸ – ۸ اوت ۲۰۲۲) بازیکن فوتبال اهل بریتانیا بود.
از باشگاه‌هایی که وی در آنها بازی کرده‌است می‌توان به باشگاه فوتبال هادرزفیلد تاون و باشگاه فوتبال برافورد پارک آونیو اشاره کرد.